# لوسيانا غراناتو
لوسيانا غراناتو (بالبرتغالية: Luciana Granato‏) هي مجدفة برازيلية، ولدت في 19 أكتوبر 1977 في ساو باولو في البرازيل.

## وصلات خارجية
- لوسيانا غراناتو على موقع الاتحاد الدولي للتجديف (الإنجليزية)
- لوسيانا غراناتو على موقع اللجنة الأولمبية الدولية (الإنجليزية)
- لوسيانا غراناتو على موقع أوليمبيديا (الإنجليزية)